# 卡希拉火电厂
卡希拉火电厂位于俄罗斯联邦莫斯科州境内，燃煤电厂，1922年首台110 MW机组服役。如今该电厂装进容量已经达到1910 MW，拥有6套发电机组，1#、2#机组装机容量均为300 MW，4#、5#、6#机组装机容量分别为300 MW，另外该厂还拥有一台80 MW的热电机组。该电站以科学家格列布·克尔日扎诺夫斯基的名字命名。